# إيما غودرو كاسغرين
إيما غودرو كاسغرين (2 يونيو 1861 مدينة مونتماغني في مقاطعة كيبك - 1934) أول امرأة تحصل على رخصة مزاولة مهنة طبيبة أسنان في كندا.

## حياتها الشخصيّة
وُلِدَت جودراو في مدينة مونتماغني في مقاطعة كيبك الكنديّة، ودرست في أوسولينيس في المقاطعة ذاتها.
تزوَّجت عام 1879 من هنري كاسغراين (1846-1914) وهو جرَّاح فك وأسنان ومخترع وأول سائق سيارات في مقاطعة كيبك.

## التدريب
تدرَّبت إيما تحت إشراف زوجها جرَّاح الأسنان، هنري كاسغراين الذي كان يكبرها بخمسة عشر عاماً. أصبحت إيما في العام 1898 أول امرأة في كندا تحصل على ترخيص مزاولة مهنة طب الأسنان، إذ تخرَّجت من «كليّة طب الأسنان في كيبك» (الفرنسيّة: Ordre des dentistes du Québec) وحصلت منها على شهادتها. مارست إيمّا طب الأسنان حتى عام 1920.
كان لإيما وزوجها مكتب في شارع القديسة جين، وكانا قد افتتحاه منذ العام 1898.

توفيت إيما في عام 1934. وضع مجلس مدينة كيبك لوحةً تعريفيّة على باب المنزل الذي عاشت فيه إيمّا في شارع
.